# Austrothaumalea tasmanica
Austrothaumalea tasmanica är en tvåvingeart som beskrevs av Günther Theischinger 1986. Austrothaumalea tasmanica ingår i släktet Austrothaumalea och familjen mätarmyggor. Inga underarter finns listade.